# Wilkiea foremanii
Wilkiea foremanii är en tvåhjärtbladig växtart som beskrevs av W.R. Philipson. Wilkiea foremanii ingår i släktet Wilkiea och familjen Monimiaceae. Inga underarter finns listade i Catalogue of Life.